# Топ-спин

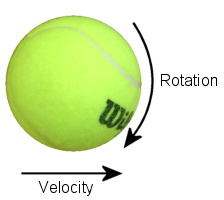
Силы прилагаемые к мячу при топ-спине (вращение совпадает с направлением движения)

Эффект Магнуса у мяча с топ-спином: V — скорость, F — результирующая сила

Топ-спин (от англ. Top Spin) — в видах спорта, в которых играют ракетками, вид удара, при котором удар по мячу происходит снизу вверх, придавая сильное вращение в направлении удара. Топ-спин заставляет мяч опускаться раньше, таким образом, его можно ударить сильнее и быстрее.
Теннисные игроки используют топ-спин для того, чтобы сохранить мяч в пределах корта во время сильных ударов. Также на большинстве кортов топ-спин заставляет мяч отскакивать ниже.

Подающий игрок (слева) создаёт бэк-спин резко смещая ракетку вниз при ударе; принимающий игрок (справа) отвечает ударом с топ-спином, резко смещая ракетку вверх, в момент контакта шарика с ракеткой

В настольный теннис топ-спин пришел значительно позже чем в большой, только после 1960 года. В настоящий момент игроки в настольный теннис широко используют этот удар для облегчения себе задачи попадания в половину стола соперника, для усложнения возврата мяча противником, и для универсализации приёма.
То же самое относится и к игрокам в гольф, хотя для них топ-спин в основном нежелателен, так как они в большинстве случаев хотят, чтобы мяч летел дальше, а не ближе.
Характерная траектория движения мяча в воздухе после топ-спинового удара объясняется эффектом Магнуса-мяч «ныряет» вниз.
Бэк-спин — удар, противоположный топ-спину по направлению вращения. При бэк-спине мяч вращается назад, в сторону обратную движению, полученную после удара. Это направление вращения создаёт подъёмную силу мячу основанную на том же эффекте Магнуса. В то время как после обычного удара без вращения мячик отскакивает вперед и вверх, удары с обратным вращением (собственно, бэк-спином) отскакивают вверх с потерей движения вперед.